# هيو لوسون
هيو لوسون (بالإنجليزية: Hugh Lawson)‏ هو سياسي بريطاني (وحمل سابقاً جنسية المملكة المتحدة لبريطانيا العظمى وأيرلندا)، ولد في 13 فبراير 1912، وتوفي في 23 مارس 1997. في الانتخابات الفرعية في مجلس العموم البريطاني ‏، انتخب عضو برلمان المملكة المتحدة الـ37 عن دائرة Skipton (UK Parliament constituency) ‏ (7 يناير 1944 – 15 يونيو 1945).